# تاكاشي ساتو
تاكاشي ساتو (5 أبريل 1986 طوكيو اليابان - ) هو لاعب كرة قدم ياباني، يلعب كلاعب وسط.